# Albino Ottavio Stella
Albino Ottavio Stella (Monforte d'Alba, 29 febbraio 1884 – Torino, 6 febbraio 1960) è stato un politico italiano.

## Biografia
Deputato del Regno d'Italia nella XXVI legislatura, viene eletto all'Assemblea Costituente nelle file della Democrazia Cristiana, e confermato alla Camera nella I, II e III legislatura. Deceduto in carica, venne sostituito dal collega di partito Silvio Mello Grand.